# Solare Klimatisierung
Bei der solaren Klimatisierung wird ein Gebäude, ein Raum oder abstrakter gesehen ein Volumen durch Solarenergie gekühlt und getrocknet. Dazu wird die Antriebsenergiequelle einer Kältemaschine durch solare Strahlung anstatt elektrischer Energie aus dem Stromnetz betrieben. 

## Gebäudeklimatisierung

### Probleme der elektrisch betriebenen Gebäudeklimatisierung
Der höchste Kühlbedarf fällt zeitlich mit der Mittagsspitze im Lastprofil des Stromverbrauchs zusammen. Sie ist damit mitverantwortlich für die Auslegung von Kraftwerken und Stromnetz. Spitzenlaststrom ist ökonomisch wie ökologisch besonders aufwändig.
Kompressionskältemaschinen arbeiten mit Kältemitteln.

### Übereinstimmung von Sonnenstrahlung und Klimatisierungsbedarf von Gebäuden
Gebäude müssen nur dann und dort klimatisiert werden, wo sie oder ihre Umgebung durch Sonnenstrahlung aufgeheizt werden. Sonnenenergie steht also immer dort zur Verfügung, wo eine Klimaanlage betrieben werden soll.
Bei genauerer Betrachtung folgt allerdings der Klimatisierungsbedarf der Strahlung mit einer Verzögerung, da die Umwelt und das Gebäude durch ihre Wärmekapazität thermisch träge sind. Im Tagesgang ist die höchste Einstrahlung am astronomischen Mittag (in Deutschland ca. 13:15 Uhr Sommerzeit), die höchste Temperatur aber am Nachmittag gegen 15:00 Uhr. Im Jahresgang ist die intensivste Einstrahlung auf der Nordhalbkugel am 21. Juni, die heißesten Tage folgen je nach lokalem Klima Mitte bis Ende Juli. Dennoch kann in der Dimensionierung von einer starken Korrelation zwischen Strahlung und Erwärmung ausgegangen werden.

### Gebäudeklimatisierung mit Solarstrom

#### Prinzip
Eine elektrische Klimaanlage wird mit lokal erzeugtem Solarstrom angetrieben. Im Normalfall wird ein solches System zusätzlich an das Stromnetz angeschlossen, um den außerhalb der Sommermonate erzeugten Strom zu nutzen und die Klimaanlage auch bei nicht laufenden Solarmodulen betreiben zu können.

#### Vor- und Nachteile
Vorteil eines solchen Systems ist, dass Stromerzeugung und Klimatisierung unabhängig voneinander geplant, gebaut und betrieben werden können; eine Nachrüstung bestehender Klimaanlagen ist möglich. Es stehen technisch ausgereifte Geräte zur Verfügung. Solarmodule und Klimaanlage können auch räumlich getrennt werden.
Nachteil ist die Umwandlung der thermischen Solarstrahlung in thermodynamisch wertvollen Strom, um damit wieder eine thermische Anwendung zu betreiben. Marktübliche Solarzellen haben Wirkungsgrade unter 20 %. Es werden weiterhin Kältemittel benötigt.

### Gebäudeklimatisierung mit Sonnenwärme
Solaranlagen können neben der Warmwasserbereitung und der Heizung auch der Kühlung von Räumen dienen. Solarthermie ist der Begriff für jede Umwandlung von Sonnenenergie in thermische Energie. Um mit Wärme zu kühlen, kommt eine Sorptionsklimaanlage zum Einsatz. Da solarthermische Kollektoren die Strahlung bis zu 70 % nutzen, kann ein etwas ungünstigeres Verhältnis von entfernter Wärme zu aufgewandter Energie (Leistungszahl, Coefficient of Performance, COP) als bei elektrischen Kältemaschinen in Kauf genommen werden. Bei der Sorption sind zwei Verfahren zu unterscheiden:

#### Geschlossene Sorption
In geschlossenen Verfahren wird die Luft über Kaltwasserverteilsysteme mit einer Absorptionskältemaschine oder Adsorptionskältemaschine gekühlt, diese kommt mit dem Sorbens nicht in Berührung. Übliche Stoffpaare bei der Absorption sind Gemische aus Ammoniak und Wasser oder Salzlösungen wie Lithiumbromid. Bei der Adsorption wird mit festen Sorbentien wie Silikagel oder Zeolith und dem Kältemittel Wasser gearbeitet. Eine Entfeuchtung der Zuluft ist wie bei Kompressionskältemaschinen durch Kühlen unter den Taupunkt und anschließendes Wiedererwärmen möglich. Jüngste Entwicklungen auf diesem Gebiet sind Sorptionskältemedien, die auf ionischen Flüssigkeiten basieren. Im Gegensatz zum bisher meist verwendeten Lithiumbromid-Wasser-Gemisch besitzen diese gegenüber Wasser eine erheblich höhere Aktivität und können durch ihre sehr niedrigen Schmelzpunkte zudem nicht auskristallisieren.

#### Offene Sorption
Bei der offenen Sorption wird die Zuluft durch Kontakt mit wasserziehenden Substanzen (z. B. Silicagel, Zeolith A) getrocknet. Anschließend wird Wasser versprüht, das beim Verdunsten die Luft kühlt (Kühlung durch Trocknung und Verdunstung). Das Sorbens wird dann durch Hitze getrocknet (regeneriert).
Zur Trocknung können feste oder flüssige Stoffe verwendet werden. Beispiel für Verfahren mit Feststoffsorbentien ist der Rotationsentfeuchter. Als flüssige Sorbentien werden bislang Lösungen mit Calciumchlorid, Lithiumchlorid oder Lithiumbromid eingesetzt. Aber auch Sorbentien, die auf ionischen Flüssigkeiten basieren, stoßen zunehmend auf Interesse.

#### Vor- und Nachteile
Ein Vorteil der Sorption ist, dass der thermodynamisch ungünstige Umweg über die Erzeugung von Strom vermieden wird. Wärme oder wasserziehende Substanzen können im Gegensatz zu Strom verlustarm gespeichert werden. 
Als Nachteil erweist sich, dass Solaranlage und Klimaanlage zusammen ausgelegt und gebaut werden müssen, nachträgliche Änderungen sind aufwändig. Bislang gibt es nur wenige Hersteller, die solche Systeme anbieten. Ein weiterer Nachteil ist das sehr große Volumen der Kühleinheit gegenüber kompakten elektrischen Klimaanlagen. Zudem ist der Sekundärenergiebedarf für Pumpen und Steuerung teils nicht unerheblich und muss in die Wirtschaftlichkeitsberechnung mit einbezogen werden.

### Anwendungsbeispiel
Am Bayerischen Zentrum für Angewandte Energieforschung (ZAE Bayern) in Garching bei München ist ein Energiesystem zum solaren Heizen und Kühlen des Institutsgebäudes installiert und seit einigen Jahren in Betrieb. Der Kern der Anlage besteht aus einer Absorptionskältemaschine, die ihre Antriebswärme aus auf dem Dach installierten Solarflachkollektoren bezieht. Die Besonderheit dieses solaren Klimatisierungssystems ist das spezielle Konzept der Rückkühlung der Kältemaschine. Die Rückkühlung erfolgt zum einen über ein konventionelles trockenes Rückkühlwerk, das bei hohen Außentemperaturen durch einen Latentwärmespeicher (PCM-Speicher) entlastet wird, indem Abwärme aus der Kältemaschine tagsüber zwischengespeichert wird, die dann in der Nacht bei geringeren Außentemperaturen an die Umgebung effizient abgegeben werden kann.

## Klimatisierung von mobilen Räumen und Behältern
Die bei der Gebäudeklimatisierung vorgestellten Verfahren berücksichtigen nicht das Gewicht und Volumen der Kühleinheit. Für Gebäudeklimatisierung unökonomische Kühlungsprozesse kommen hier ebenfalls zum Einsatz.

### Klimatisieren mit Solarstrom

#### Prinzip
Der durch Sonnenlicht erzeugte Solarstrom wird dazu verwendet Kompressionskältemaschinen oder für kleine Volumen Peltierelemente anzutreiben. 

#### Vor- und Nachteile
Vorteil solcher Systeme ist, dass klimatisiert wird, wenn Klimatisierungsbedarf vorhanden ist. Um den Nachteil des geringen Wirkungsgrads und des leicht verschobenen Kühlbedarfs gegenüber der Wärmeerzeugung durch Sonnenlicht zu kompensieren, wird hier die Isolation des Kühlvolumens gegenüber der Umgebung verstärkt. Beispiele sind solar betriebene Kühlboxen (Kühlung mit Peltierelementen), Wohnmobile mit solar betriebenen Klimaanlagen (Kühlung mit kompakten Kompressionskältemaschinen) usw. Ein weiterer Vorteil ist, dass man weitgehend unabhängig von dem stationären Stromnetz ist und dass sich das Gewicht der Kühleinheit durch wegfallende elektrische Speichereinheiten (zweite Autobatterie, Akkumulator) verringert. 
Nachteil ist der höhere Kostenfaktor.

### Klimatisieren mit Sonnenwärme
Bei diesen Verfahren wird Solarthermie verwendet, um mit Wärme zu kühlen. Sowohl Ad- als auch Absorptionskältemaschinen und DEC-Geräte verwenden langerprobte Kältemaschinen. Die Verwendung von marktüblichen Flachkollektoren ist nur begrenzt möglich, hier kommen bevorzugt spezielle Mitteltemperaturkollektoren mit verstärkter Wärmedämmung und doppelter Abdeckung zum Einsatz. Für kleinere Anlagen können auch Vakuumröhren verwendet werden. 
Neben vielen eher kleinen Projekten im Forschungs- und Entwicklungsbereich sind in den letzten Jahren auch erste kommerzielle Projekte entstanden.
Weiter gibt es einige exotische Verfahren, die über einen mechanischen Zwischenschritt Sonnenwärme zum Kühlen verwenden. Dazu zählen:
- Rankine-Prozess → Kompression
- Vuilleumier-Prozess

Diese Prozesse werden heute (=2005?) nur für „exotische“ Kühlanwendungen verwendet. Für eine kommerzielle Nutzung laufen derzeit Forschungsprojekte, die durch die Erfolge der Materialwissenschaften motiviert sind.
Beginnend mit 2003 werden verschiedene, zunehmend auch größere Projekte gebaut. Solare Kühlung für das Desert Outdoor Center nahe Phoenix, Arizona, USA, das Logistikcenter Olympische Sommerspiele Peking, China, das Bankgebäude der Caixa Geral de Depósitos in Lissabon, Portugal sowie das United World Colleges in Singapur. Mit Kollektorflächen von rund 160 bis 4000 m², Inbetriebnahmen von 2006 bis 2011, vier Referenzprojekte von S.O.L.I.D., Graz, Österreich.